# ISO 3166-2:RW

Provinzen in Ruanda

Die Liste der ISO-3166-2-Codes für  Ruanda enthält die Codes für die fünf Provinzen.

Die Codes bestehen aus zwei Teilen, die durch einen Bindestrich voneinander getrennt sind. Der erste Teil gibt den Landescode gemäß ISO 3166-1 (für  Ruanda RW), der zweite den Code für die Provinz wieder.
Die aktuellen Codes stehen auf der Seite der ISO unter #iso:code:3166:RW zur Verfügung.

| Provinz | Code  |
| ------- | ----- |
| Kigali  | RW-01 |
| Ost     | RW-02 |
| Nord    | RW-03 |
| West    | RW-04 |
| Süd     | RW-05 |